# Бечирович, Денис
Денис Бечирович (босн. Denis Bećirović; род. 28 ноября 1975, Тузла) — боснийский политический и государственный деятель, профессор и историк, 8-й и действующий боснийский член Президиума Боснии и Герцеговины от боснийского народа. Ранее он был депутатом Национальной палаты народов с 2019 по 2022 год. Он также является нынешним вице-президентом Социал-демократической партии.

## Биография
Родился 28 ноября 1975 года в Тузле. В 1998 году окончил городской университет. В 2000 году поступил в аспирантуру на философский факультет Сараевского университета. До своей политической деятельности Бечирович работал учителем истории в начальной школе в Тузле. С 1998 по 2002 год работал в Средней школе экономики в родном городе.
Бечирович является членом Социал-демократической партии с 1993 года. В 1998 году он стал членом Федерального парламента. Два года спустя он вошёл в кантональную ассамблею Тузлы и был назначен членом Федеральной палаты народов. На всеобщих выборах 2006 года Бечирович был избран в национальную палату представителей. На всеобщих выборах 2018 года он баллотировался в президенты Боснии и Герцеговины как боснийский член, но не был избран. После всеобщих выборов он стал членом Национальной палаты народов.
На всеобщих выборах 2022 года Бечирович снова баллотировался в президенты в качестве боснийского члена и был избран, победив бывшего члена президентства Бакира Изетбеговича. Бечирович был приведён к присяге в качестве члена Президиума 16 ноября 2022 года.

## Образование
Бечирович окончил в 1998 году философский факультет Университета Тузлы. В 2000 году поступил в аспирантуру факультета гуманитарных наук Сараевского университета. В 2004 году защитил магистерскую диссертацию, а в 2010 году — докторскую диссертацию на философском факультете Сараево.

## Карьера
Бечирович вступил в Социал-демократическую партию в 1993 году и занимал несколько должностей внутри партии. До своей политической деятельности Бечирович был учителем истории в начальной школе в своем родном городе Тузла, а с 1998 по 2002 год работал в средней школе экономики в своем родном городе. Он был доцентом на факультете философии в Тузле с 2010 года. В 1998 году Бечирович стал членом федерального парламента. Два года спустя, на парламентских выборах 2000 года, он вошёл в кантональную ассамблею Тузлы и Федеральную палату народов.
На всеобщих выборах 2002 года Бечирович был переизбран в Кантональную ассамблею, а четыре года спустя, на всеобщих выборах 2006 года, он стал членом национальной палаты представителей. Он также продлил свой срок на всеобщих выборах 2010 года. На всеобщих выборах 2014 года Бечирович выиграл свой третий срок подряд в национальном парламенте.
На всеобщих выборах 2018 года Бечирович баллотировался в президенты Боснии и Герцеговины в качестве боснийского члена, но не был избран, получив 33,53 % голосов, а Шефик Джаферович из Партии демократического действия был избран с 36,61 % голосов. голосование. В феврале 2019 года после выборов Бечирович был назначен членом Национальной палаты народов.

## Президентство (2022 – настоящее время)

### Всеобщие выборы 2022 года
Трёхпартийная либеральная коалиция Социал-демократической партии, «Нашей партии» и партии «Народ и справедливость», также поддерживаемая Союзом за лучшее будущее и Народным Европейским союзом, выдвинула кандидатуру Бечировича на всеобщих выборах в Боснии 21 мая 2022 года ещё раз для члена Президиума и представляющего боснийцев.
На всеобщих выборах, состоявшихся 2 октября 2022 года, он был избран президентом, набрав 57,37% голосов. Кандидат от Партии демократического действия и бывший член поста президента Боснии Бакир Изетбегович занял второе место с 37,25%.

## Внутренняя политика
Бечирович был приведён к присяге в качестве члена Президиума 16 ноября 2022 года вместе с вновь избранным членом Желькой Цвиянович и переизбранным членом Желько Комшичем.

## Личная жизнь
Денис женат на Миреле Бечирович, у них двое детей. Они живут в Тузле.